# Гарда (острів)
Гарда (італ. isola di Garda; також Ізола-Боргезе — isola Borghese) — найбільший острів на озері Гарда, найбільшому озері Італії. Розташований за 200 метрів від мису Сан-Фермо (Capo San Fermo), котрий відділяє затоку Сало́ від бухти Смеральдо. Розміри острова Гарда сягають кілометра завдовжки і в середньому 600 метрів завширшки.
На південь від острова розташовані рифи і мілини, котрі завершуються острівцем Сан-Б'яджо (San Biagio), відомим як «острів кроликів». Адміністративно острів Гарда підпорядковується комуні Сан-Феліче-дель-Бенако.

## Історія
На Гарді були поселення ще з часів Давнього Риму, коли острів був відомий як Insula Cranie. Острів був занедбаний після занепаду Римської імперії і довгий час служив прихистком піратів.
У 879 році острів був згаданий у декреті баварського короля Карломана, котрий зафіксував передачу острова до володінь веронського абатства Сан-Дзено. Наступка згадка про острів зустрічається в документі 1180 року, котрий засвідчив передачу імператором Фрідріхом Барбароссою феода у володіння нащадкам Бієміно да Манерба.

У 1220 році Франциск Ассізький відвідав Гарду і так захопився ідеєю створення тут монастиря, що йому вдалося умовити власника острова Бієміно да Манерба передати монахам північну скелясту частину острова, щоб заснувати там невеликий скит. У 1227 році острів відвідав Антоній Падуанський, а в 1304 році тут, згідно легенді, побував Данте Аліг'єри, котрий згадав Гарду в «Божественній комедії»:
|                 | Loco è nel mezzo là dove 'l trentino pastore e quel di Brescia e 'l veronese segnar poria, s'e' fesse quel cammino |
| — Ад, песнь XX. | |

У 1429 році Бернардин Сієнський перетворив скит у справжній монастир, особисто взявши участь у проектуванні церкви, внутрішнього двора, келій і садів. Після цього острів став важливим церковним центром, однак із XVI століття релігійне життя острова прийшло в занепад, а в 1778 році Наполеон Бонапарт наказав закрити монастир.
З 2002 року острів відкритий для відвідання туристами.